# Stefan Krauße
Stefan Krauße (Ilmenau, RDA, 17 de septiembre de 1967) es un deportista alemán que compitió para la RDA en luge en la modalidad doble.
Participó en cuatro Juegos Olímpicos de Invierno, obteniendo en total cuatro medallas en la prueba doble (junto con Jan Behrendt): plata en Calgary 1988, oro en Albertville 1992, bronce en Lillehammer 1994 y oro en Nagano 1998.
Ganó once medallas en el Campeonato Mundial de Luge entre los años 1989 y 1997, y seis medallas en el Campeonato Europeo de Luge entre los años 1990 y 1998.

## Palmarés internacional
| Representando a la República Democrática Alemana |                       |                   |        |
| Juegos Olímpicos                                 |                       |                   |        |
| Año                                              | Lugar                 | Medalla           | Prueba |
| 1988                                             | Calgary (Canadá)      | Medalla de plata  | Doble  |
| Campeonato Mundial                               |                       |                   |        |
| Año                                              | Lugar                 | Medalla           | Prueba |
| 1989                                             | Winterberg (RFA)      | Medalla de oro    | Doble  |
| 1989                                             | Winterberg (RFA)      | Medalla de plata  | Equipo |
| Campeonato Europeo                               |                       |                   |        |
| Año                                              | Lugar                 | Medalla           | Prueba |
| 1990                                             | Igls (Austria)        | Medalla de bronce | Doble  |
| Representando a Alemania                         |                       |                   |        |
| Juegos Olímpicos                                 |                       |                   |        |
| Año                                              | Lugar                 | Medalla           | Prueba |
| 1992                                             | Albertville (Francia) | Medalla de oro    | Doble  |
| 1994                                             | Lillehammer (Noruega) | Medalla de bronce | Doble  |
| 1998                                             | Nagano (Japón)        | Medalla de oro    | Doble  |
| Campeonato Mundial                               |                       |                   |        |
| Año                                              | Lugar                 | Medalla           | Prueba |
| 1991                                             | Winterberg (Alemania) | Medalla de oro    | Doble  |
| 1991                                             | Winterberg (Alemania) | Medalla de oro    | Equipo |
| 1993                                             | Calgary (Canadá)      | Medalla de oro    | Doble  |
| 1993                                             | Calgary (Canadá)      | Medalla de oro    | Equipo |
| 1995                                             | Lillehammer (Noruega) | Medalla de oro    | Doble  |
| 1995                                             | Lillehammer (Noruega) | Medalla de oro    | Equipo |
| 1996                                             | Altenberg (Alemania)  | Medalla de plata  | Equipo |
| 1997                                             | Igls (Austria)        | Medalla de plata  | Doble  |
| 1997                                             | Igls (Austria)        | Medalla de plata  | Equipo |
| Campeonato Europeo                               |                       |                   |        |
| Año                                              | Lugar                 | Medalla           | Prueba |
| 1992                                             | Winterberg (Alemania) | Medalla de bronce | Doble  |
| 1996                                             | Sigulda (Letonia)     | Medalla de oro    | Doble  |
| 1996                                             | Sigulda (Letonia)     | Medalla de oro    | Equipo |
| 1998                                             | Oberhof (Alemania)    | Medalla de oro    | Doble  |
| 1998                                             | Oberhof (Alemania)    | Medalla de oro    | Equipo |